# Jonas Persson
Pour les articles homonymes, voir Persson.
Jonas Persson, né le 15 décembre 1983 à Malmö, est un nageur suédois spécialiste de la nage libre. Il est champion d'Europe 2008 du relais 4 × 100 m nage libre avec Marcus Piehl, Stefan Nystrand et Petter Stymne. Il a aussi participé plus tard cette année aux Jeux olympiques de Pékin où il a fini cinquième du relais 4 × 100 m nage libre et dixième du 100 m nage libre.

## Palmarès

### Championnats d'Europe
Grand bassin
- Championnats d'Europe 2008 à Eindhoven ( Pays-Bas) :
  -  Médaille d'or du relais 4 × 100 m nage libre.
- Championnats d'Europe 2010 à Budapest ( Hongrie) :
  -  Médaille de bronze du relais 4 × 100 m nage libre.